# Ban Chỉ đạo Quốc gia phòng chống dịch COVID-19
Ban Chỉ đạo Quốc gia phòng, chống dịch Covid-19 là tổ chức thuộc Chính phủ Việt Nam với nhiệm vụ về phòng chống dịch Covid-19 trên toàn Việt Nam. Ban Chỉ đạo là cơ quan liên ngành gồm Bộ Y tế, Bộ Thông tin và Truyền thông, Bộ Quốc phòng, Bộ Công an, Bộ Giáo dục và Đào tạo, Bộ Tài chính, Bộ Giao thông vận tải, Bộ Khoa học và Công nghệ, Bộ Nông nghiệp và Phát triển nông thôn... Tất cả các thành phố trực thuộc trung ương và các tỉnh đều có Ban Chỉ đạo cấp tương đương.
Đứng đầu Ban Chỉ đạo là Phó Thủ tướng phụ trách Văn hóa, Xã hội, Giáo dục, Y tế, Khoa học (sau ngày 24 tháng 8 năm 2021 thì Trưởng ban Chỉ đạo do Thủ tướng Chính phủ phụ trách). Trưởng ban Chỉ đạo trước khi Ban Chỉ đạo giải thể là Thủ tướng Phạm Minh Chính.

## Lịch sử
Ban Chỉ đạo được thành lập 30 tháng 1 năm 2020 theo Quyết định số 170/QĐ-TTg của Thủ tướng Chính phủ Nguyễn Xuân Phúc theo đề nghị của Bộ Y tế với tên gọi là Ban Chỉ đạo Quốc gia phòng, chống dịch bệnh viêm đường hô hấp cấp do chủng mới của vi rút Corona gây ra.
Ngày 25 tháng 8 năm 2021, Thủ tướng Phạm Minh Chính ký Quyết định 1438/QĐ-TTg kiện toàn Ban Chỉ đạo Quốc gia phòng, chống dịch COVID-19 thay thế Ban Chỉ đạo cũ.
Ngày 29 tháng 10 năm 2023, tại Hội nghị trực tuyến toàn quốc tổng kết công tác phòng chống dịch COVID-19, Thủ tướng Phạm Minh Chính tuyên bố giải thể Ban Chỉ đạo Quốc gia phòng, chống dịch Covid-19 và Ban Chỉ đạo phòng, chống dịch Covid-19 các cấp.

## Chức năng, nhiệm vụ

### Trước ngày 25 tháng 8 năm 2021
- Giúp Thủ tướng Chính phủ:

1. Chỉ đạo, điều hành, phối hợp giữa các Bộ, cơ quan ngang Bộ, cơ quan thuộc Chính phủ, các cơ quan có liên quan và địa phương trong việc phòng, chống dịch bệnh viêm đường hô hấp cấp do chủng mới của virus Corona trên toàn quốc.
2. Chỉ đạo việc phối hợp giữa các Bộ, cơ quan ngang Bộ, cơ quan thuộc Chính phủ với các cơ quan Đảng, Mặt trận Tổ quốc và Ủy ban nhân dân các tỉnh, thành phố trực thuộc Trung ương nhằm huy động nguồn lực tham gia và hỗ trợ thực hiện kế hoạch khẩn cấp của Bộ Y tế phòng, chống dịch bệnh này.

- Ban Chỉ đạo có trách nhiệm tổ chức thực hiện; đôn đốc các Bộ, ngành, địa phương và các cơ quan liên quan thực hiện các chỉ đạo của Thủ tướng Chính phủ;
- Hàng ngày báo cáo Thủ tướng Chính phủ, các cấp có thẩm quyền về tình hình dịch bệnh.
- Các thành viên Ban Chỉ đạo làm việc theo chế độ kiêm nhiệm.

### Sau ngày 25 tháng 8 năm 2021
- Xây dựng kế hoạch, đề ra các nhiệm vụ, giải pháp để chỉ đạo triển khai quyết liệt, kịp thời, phù hợp, hiệu quả công tác phòng, chống dịch COVID-19 theo chỉ đạo, kết luận của Ban Chấp hành Trung ương Đảng, Bộ Chính trị, Ban Bí thư, Quốc hội và Chính phủ.
- Đồng thời lãnh đạo, chỉ đạo tập trung, thống nhất, xuyên suốt việc thực hiện các nhiệm vụ:

1. Phòng, chống dịch, chăm sóc y tế; bảo đảm an sinh xã hội; bảo đảm trật tự an toàn xã hội; thực hiện thông tin truyền thông; bảo đảm hậu cần phòng, chống dịch; tổ chức sản xuất và lưu thông hàng hóa.
2. Vận động, động viên, kêu gọi các tầng lớp nhân dân, các đoàn thể, tổ chức xã hội, tổ chức tôn giáo, cộng đồng doanh nghiệp, doanh nhân... phát huy tinh thần đại đoàn kết dân tộc, tăng cường đồng thuận xã hội, ủng hộ, tích cực tham gia và tự giác thực hiện phòng, chống dịch.
3. Điều phối, phối hợp chặt chẽ hoạt động giữa các bộ, cơ quan ngang bộ, cơ quan thuộc Chính phủ, các cơ quan của Đảng, Quốc hội, Mặt trận Tổ quốc Việt Nam, các tổ chức chính trị-xã hội, các tổ chức xã hội, các đoàn thể, cấp ủy, Hội đồng nhân dân, Ủy ban nhân dân tỉnh, thành phố trực thuộc Trung ương, các cơ quan, tổ chức có liên quan trong tổ chức triển khai kế hoạch, nhiệm vụ, giải pháp phòng, chống dịch.
4. Huy động, phân bổ và sử dụng các nguồn lực hợp pháp trong nước, ngoài nước cho công tác phòng, chống dịch.

- Ban Chỉ đạo Quốc gia trực tiếp chỉ đạo Tổ công tác đặc biệt của Chính phủ thực hiện công tác phòng, chống dịch tại các địa phương; kiểm tra, đôn đốc các ban, bộ, ngành, các địa phương, các tổ chức, cơ quan, đơn vị trong việc thực hiện các nhiệm vụ, giải pháp phòng chống dịch; điều động và hỗ trợ theo thẩm quyền các nguồn lực cho địa phương phòng, chống dịch khi cần thiết.

## Kinh phí hoạt động
Do ngân sách Nhà nước bảo đảm, được bố trí trong kinh phí hoạt động thường xuyên của Bộ Y tế và các nguồn vốn hợp pháp khác.

## Tổ chức
Khi mới thành lập từ ngày 30 tháng 1 năm 2020 đến trước ngày 25 tháng 8 năm 2021, Ban Chỉ đạo không có các tiểu ban trực thuộc. Sau khi Ban Chỉ đạo được kiện toàn bởi Thủ tướng Phạm Minh Chính, Ban Chỉ đạo bao gồm 8 tiểu ban như sau:

### Tiểu ban Y tế
Tiểu ban này do ông Nguyễn Thanh Long, Uỷ viên Trung ương Đảng, Bộ trưởng Bộ Y tế làm Trưởng Tiểu ban đến ngày 7 tháng 6 năm 2022 sau khi bị Quốc hội cách chức Bộ trưởng Bộ Y tế.
Nhiệm vụ của Tiểu ban là chỉ đạo, hướng dẫn, tổ chức thực hiện các hoạt động giám sát, xét nghiệm, cách ly, điều trị người nhiễm COVID-19, tiêm chủng... và các biện pháp phòng, chống dịch bệnh COVID-19; bảo đảm mọi người dân được tiếp cận nhanh nhất các dịch vụ y tế cần thiết; sẵn sàng nhân lực, phương tiện để kịp thời tiếp nhận, sơ cứu, cấp cứu, điều trị các trường hợp mắc bệnh; tham mưu việc huy động, hỗ trợ nâng cao năng lực y tế tại các địa phương khi cần thiết; xây dựng kịch bản, sẵn sàng ứng phó với các tình huống dịch bệnh.

### Tiểu ban An ninh trật tự xã hội
Tiểu ban này do Đại tướng Tô Lâm, Ủy viên Bộ Chính trị, Bộ trưởng Bộ Công an làm Trưởng Tiểu ban.
Tiểu ban có nhiệm vụ chỉ đạo bảo đảm an ninh, quốc phòng, trật tự an toàn xã hội, phòng chống tội phạm và các hành vi vi phạm pháp luật khác; tổ chức chỉ đạo kiểm soát chặt chẽ việc thực hiện các biện pháp giãn cách xã hội; truy vết, cách ly, khoanh vùng và các giải pháp phòng, chống dịch bệnh; xử lý nghiêm các hành vi vi phạm pháp luật.

### Tiểu ban An sinh xã hội
Tiểu ban này do Đại tướng Phan Văn Giang, Ủy viên Bộ Chính trị, Bộ trưởng Bộ Quốc phòng làm Trưởng Tiểu ban.
Nhiệm vụ của Tiểu ban là chỉ đạo việc bảo đảm lương thực, thực phẩm, nhu yếu phẩm thiết yếu cho người dân tại các khu vực tăng cường giãn cách xã hội; chăm lo đời sống người dân, tổ chức hỗ trợ tại các vùng, địa phương có dịch, quan tâm người có công, gia đình chính sách, hộ nghèo, phụ nữ, trẻ em, người cao tuổi, người khuyết tật, người yếu thế, người có hoàn cảnh khó khăn, người mất việc làm do dịch bệnh COVID-19...

### Tiểu ban Tài chính, hậu cần
Tiểu ban do ông Lê Minh Khái, Bí thư Trung ương Đảng, Phó Thủ tướng Chính phủ làm Trưởng Tiểu ban.
Tiểu ban có nhiệm vụ chỉ đạo và hướng dẫn việc bảo đảm kinh phí, phân bổ và quản lý việc sử dụng kinh phí phòng, chống dịch; chỉ đạo, tổ chức triển khai thực hiện việc mua sắm vaccine, vật tư, trang thiết bị, hóa chất, thuốc... phục vụ phòng, chống dịch bệnh; tổ chức thực hiện các phương án mua sắm dự phòng để sẵn sàng hỗ trợ cho các địa phương trong trường hợp vượt quá khả năng đáp ứng tại chỗ của địa phương; đề xuất xây dựng các chế độ, chính sách đối với các lực lượng phòng, chống dịch, đặc biệt là lực lượng tuyến đầu.

### Tiểu ban Sản xuất và lưu thông hàng hóa
Tiểu ban này do ông Lê Văn Thành, Ủy viên Trung ương Đảng, Phó Thủ tướng Chính phủ làm Trưởng Tiểu ban.
Tiểu ban có nhiệm vụ chỉ đạo việc bảo đảm an toàn phòng, chống dịch trong các hoạt động sản xuất, kinh doanh; bảo đảm cung ứng đầy đủ, kịp thời lương thực, thực phẩm, nhu yếu phẩm cho các địa phương, nhất là các địa phương thực hiện giãn cách xã hội; bảo đảm lưu thông hàng hóa thông suốt, không để ách tắc các hoạt động cung ứng.

### Tiểu ban Vận động và huy động xã hội
Tiểu ban này do ông Đỗ Văn Chiến, Bí thư Trung ương Đảng, Chủ tịch Ủy ban Trung ương Mặt trận Tổ quốc Việt Nam làm Trưởng Tiểu ban.
Tiểu ban có nhiệm vụ chỉ đạo tổ chức vận động, huy động sức mạnh đại đoàn kết toàn dân tộc và huy động các nguồn lực xã hội của các tổ chức, cá nhân trong nước và nước ngoài cho hoạt động phòng, chống dịch COVID-19.

### Tiểu ban Dân vận
Tiểu ban do bà Bùi Thị Minh Hoài, Bí thư Trung ương Đảng, Trưởng Ban Dân vận Trung ương làm Trưởng Tiểu ban.
Tiểu ban có nhiệm vụ chỉ đạo, tổ chức vận động, động viên các tầng lớp nhân dân chủ động, tự giác tuân thủ và tích cực tham gia các hoạt động phòng, chống dịch COVID-19.

### Tiểu ban Truyền thông
Tiểu ban này do ông Nguyễn Mạnh Hùng, Ủy viên Trung ương Đảng, Bộ trưởng Bộ Thông tin và Truyền thông làm Trưởng Tiểu ban.
Tiểu ban có nhiệm vụ chỉ đạo và hướng dẫn việc cung cấp thông tin bảo đảm thống nhất, kịp thời, chính xác; chỉ đạo các cơ quan truyền thông tăng cường công tác tuyên truyền, phổ biến về các biện pháp phòng, chống dịch; tuyên truyền truyền cảm hứng, nêu gương người tốt, việc tốt, cách làm hay, mô hình hiệu quả, đồng thời đấu tranh phản bác các luận điệu xuyên tạc, kích động, sai sự thật về phòng, chống dịch bệnh COVID-19.

## Thành viên

### Trưởng ban Chỉ đạo
| Thứ tự | Hình | Họ tên          | Nhiệm kỳ                | Thời gian tại nhiệm | Chức vụ khác                                     |
| ------ | ---- | --------------- | ----------------------- | ------------------- | ------------------------------------------------ |
| 1      |      | Vũ Đức Đam      | 30/01/2020 – 24/08/2021 | 1 năm, 207 ngày     | Ủy viên Trung ương Đảng, Phó Thủ tướng Chính phủ |
| 2      |      | Phạm Minh Chính | 25/08/2021 – 29/10/2023 | 2 năm, 65 ngày      | Ủy viên Bộ Chính trị, Thủ tướng Chính phủ        |

### 30/01/2020 – 24/08/2021
| STT | Chức vụ                    | Họ tên                                    | Chức vụ trong Đảng                   | Chức vụ trong Nhà nước                                                      | Khác              |
| --- | -------------------------- | ----------------------------------------- | ------------------------------------ | --------------------------------------------------------------------------- | ----------------- |
| 1   | Trưởng ban                 | Vũ Đức Đam                                | Ủy viên Trung ương Đảng              | Phó Thủ tướng Chính phủ phụ trách Văn hóa, Xã hội, Giáo dục, Y tế, Khoa học |                   |
| 2   | Phó Trưởng ban thường trực | Đỗ Xuân Tuyên (trước 24/08/2020)          | Phó Bí thư Ban Cán sự Đảng Bộ Y tế   | Thứ trưởng Bộ Y tế                                                          |                   |
| 3   | Phó Trưởng ban thường trực | Nguyễn Thanh Long (từ 24/08/2020)         | Ủy viên Trung ương Đảng              | Bộ trưởng Bộ Y tế                                                           |                   |
| 4   | Phó Trưởng ban             | Nguyễn Trường Sơn                         | Ủy viên Ban Cán sự Đảng Bộ Y tế      | Thứ trưởng Bộ Y tế                                                          |                   |
| 5   | Phó Trưởng ban             | Nguyễn Thanh Long (07/02/2020-24/08/2020) | Bí thư Ban Cán sự Đảng Bộ Y tế       | Thứ trưởng Bộ Y tế                                                          |                   |
| 6   | Phó Trưởng ban             | Trương Quốc Cường (từ 07/02/2020)         | Uỷ viên Ban Cán sự Đảng Bộ Y tế      | Thứ trưởng Bộ Y tế                                                          |                   |
| 7   | Phó Trưởng ban             | Đỗ Xuân Tuyên (từ 24/08/2020)             | Phó Bí thư Ban Cán sự Đảng Bộ Y tế   | Thứ trưởng Bộ Y tế                                                          |                   |
| 8   | Phó Trưởng ban             | Trần Văn Thuấn (từ 24/08/2020)            | Ủy viên Ban Cán sự Đảng Bộ Y tế      | Thứ trưởng Bộ Y tế                                                          |                   |
| 9   | Ủy viên                    | Nguyễn Mạnh Hùng                          | Ủy viên Trung ương Đảng              | Bộ trưởng Bộ Thông tin và Truyền thông                                      |                   |
| 10  | Ủy viên                    | Nguyễn Đắc Vinh                           | Phó Chánh Văn phòng Trung ương Đảng  |                                                                             |                   |
| 11  | Ủy viên                    | Tô Anh Dũng                               |                                      | Thứ trưởng Bộ Ngoại giao                                                    |                   |
| 12  | Ủy viên                    | Nguyễn Thanh Long (30/01/2020-07/02/2020) | Phó Trưởng ban Tuyên giáo Trung ương |                                                                             | Bộ trưởng Bộ Y tế |
| 13  | Ủy viên                    | Nguyễn Sỹ Hiệp                            |                                      | Phó Chủ nhiệm Văn phòng Chính phủ                                           |                   |
| 14  | Ủy viên                    | Phạm Thúy Chinh                           |                                      | Phó Chủ nhiệm Văn phòng Quốc hội                                            |                   |
| 15  | Ủy viên                    | Nguyễn Văn Sơn                            |                                      | Thứ trưởng Bộ Công an                                                       |                   |
| 16  | Ủy viên                    | Trần Đơn                                  |                                      | Thứ trưởng Bộ Quốc phòng                                                    |                   |
| 17  | Ủy viên                    | Trịnh Thị Thủy                            |                                      | Thứ trưởng Bộ Văn hóa, Thể thao và Du lịch                                  |                   |
| 18  | Ủy viên                    | Vũ Thị Mai                                |                                      | Thứ trưởng Bộ Tài chính                                                     |                   |
| 19  | Ủy viên                    | Lê Văn Thanh                              |                                      | Thứ trưởng Bộ Lao động-Thương binh và Xã hội                                |                   |
| 20  | Ủy viên                    | Nguyễn Hữu Độ                             |                                      | Thứ trưởng Bộ Giáo dục và Đào tạo                                           |                   |
| 21  | Ủy viên                    | Lê Anh Tuấn                               |                                      | Thứ trưởng Bộ Giao thông vận tải                                            |                   |
| 22  | Ủy viên                    | Phùng Đức Tiến                            |                                      | Thứ trưởng Bộ Nông nghiệp và Phát triển nông thôn                           |                   |
| 23  | Ủy viên                    | Phạm Công Tạc                             |                                      | Thứ trưởng Bộ Khoa học và Công nghệ                                         |                   |
| 24  | Ủy viên                    | Võ Tuấn Nhân                              |                                      | Thứ trưởng Bộ Tài nguyên và Môi trường                                      |                   |
| 25  | Ủy viên                    | Đặng Hoàng An (từ 07/02/2020)             |                                      | Thứ trưởng Bộ Công Thương                                                   |                   |
| 26  | Ủy viên                    | Hoàng Thị Hạnh (từ 07/02/2020)            |                                      | Thứ trưởng, Phó Chủ nhiệm Uỷ ban Dân tộc                                    |                   |
| 27  | Ủy viên                    | Lê Ngọc Quang                             |                                      | Phó Tổng Giám đốc Đài Truyền hình Việt Nam                                  |                   |
| 28  | Ủy viên                    | Trần Minh Hùng                            |                                      | Phó Tổng Giám đốc Đài Tiếng nói Việt Nam                                    |                   |
| 29  | Ủy viên                    | Vũ Việt Trang                             |                                      | Phó Tổng Giám đốc Thông tấn xã Việt Nam                                     |                   |
| 30  | Ủy viên                    | Trần Quốc Hùng                            |                                      | Phó Chủ tịch Trung ương Hội Chữ thập Đỏ Việt Nam                            |                   |
| 31  | Ủy viên                    | Lê Đăng Dũng                              |                                      | Quyền Chủ tịch, Tổng Giám đốc Tập đoàn Viễn thông Quân đội Viettel          |                   |
| 32  | Ủy viên                    | Phạm Đức Long                             |                                      | Quyền Chủ tịch, Tổng Giám đốc Tập đoàn Bưu chính Viễn thông Việt Nam.       |                   |
| 33  | Ủy viên                    | Nguyễn Phước Lộc (từ 24/08/2020)          | Phó Trưởng Ban Dân vận Trung ương    |                                                                             |                   |
| 34  | Ủy viên                    | Lê Mạnh Hùng (từ 07/02/2020)              | Phó Trưởng Ban Tuyên giáo Trung ương |                                                                             |                   |
| 35  | Ủy viên                    | Trương Thị Ngọc Ánh (từ 24/08/2020)       |                                      | Phó Chủ tịch Ủy ban Trung ương Mặt trận Tổ quốc Việt Nam                    |                   |

### 25/08/2021 – 29/10/2023
| STT | Chức vụ                                        | Họ tên                             | Chức vụ trong Đảng                                       | Chức vụ trong Nhà nước                                                                | Khác |
| --- | ---------------------------------------------- | ---------------------------------- | -------------------------------------------------------- | ------------------------------------------------------------------------------------- | ---- |
| 1   | Trưởng ban                                     | Phạm Minh Chính                    | Ủy viên Bộ Chính trị                                     | Thủ tướng Chính phủ                                                                   |      |
| 2   | Phó Trưởng ban                                 | Lê Minh Khái                       | Bí thư Trung ương Đảng                                   | Phó Thủ tướng Chính phủ                                                               |      |
| 2   | Phó Trưởng ban                                 | Vũ Đức Đam (đến 5/1/2023)          | Ủy viên Trung ương Đảng                                  | Phó Thủ tướng Chính phủ                                                               |      |
| 2   | Phó Trưởng ban                                 | Nguyễn Khắc Định                   | Ủy viên Trung ương Đảng                                  | Phó Chủ tịch Quốc hội                                                                 |      |
| 2   | Phó Trưởng ban                                 | Trần Lưu Quang                     | Ủy viên Trung ương Đảng                                  | Phó Thủ tướng Chính phủ                                                               |      |
| 3   | Trưởng Tiểu ban Y tế                           | Nguyễn Thanh Long                  | Ủy viên Trung ương Đảng                                  | Bộ trưởng Bộ Y tế                                                                     |      |
| 3   | Trưởng Tiểu ban Y tế                           | Đỗ Xuân Tuyên                      |                                                          | Thứ trưởng Thường trực Phụ trách Bộ Y tế                                              |      |
| 3   | Trưởng Tiểu ban Y tế                           | Đào Hồng Lan                       | Ủy viên Trung ương Đảng                                  | Quyền Bộ trưởng Bộ Y tế                                                               |      |
| 4   | Trưởng Tiểu ban An ninh trật tự xã hội         | Đại tướng Tô Lâm                   | Ủy viên Bộ Chính trị                                     | Bộ trưởng Bộ Công an                                                                  |      |
| 5   | Trưởng Tiểu ban An sinh xã hội                 | Đại tướng Phan Văn Giang           | Ủy viên Bộ Chính trị                                     | Bộ trưởng Bộ Quốc phòng                                                               |      |
| 6   | Trưởng Tiểu ban Tài chính, hậu cần             | Lê Minh Khái (kiêm Phó Trưởng ban) | Bí thư Trung ương Đảng                                   | Phó Thủ tướng Chính phủ                                                               |      |
| 7   | Trưởng Tiểu ban Sản xuất và lưu thông hàng hóa | Lê Văn Thành (kiêm Phó Trưởng ban) | Ủy viên Trung ương Đảng                                  | Phó Thủ tướng Chính phủ                                                               |      |
| 8   | Trưởng Tiểu ban Vận động và huy động xã hội    | Đỗ Văn Chiến                       | Bí thư Trung ương Đảng                                   | Chủ tịch Ủy ban Trung ương Mặt trận Tổ quốc Việt Nam                                  |      |
| 9   | Trưởng Tiểu ban Dân vận                        | Bùi Thị Minh Hoài                  | Bí thư Trung ương Đảng, Trưởng Ban Dân vận Trung ương    |                                                                                       |      |
| 10  | Trưởng Tiểu ban Truyền thông                   | Nguyễn Mạnh Hùng                   | Ủy viên Trung ương Đảng                                  | Bộ trưởng Bộ Thông tin và Truyền thông                                                |      |
| 11  | Ủy viên khác                                   | Nguyễn Trọng Nghĩa                 | Bí thư Trung ương Đảng, Trưởng ban Tuyên giáo Trung ương |                                                                                       |      |
| 11  | Ủy viên khác                                   | Nguyễn Phú Cường                   | Ủy viên Trung ương Đảng                                  | Ủy viên Ủy ban Thường vụ Quốc hội, Chủ nhiệm Ủy ban Tài chính, Ngân sách của Quốc hội |      |
| 11  | Ủy viên khác                                   | Trần Văn Sơn                       | Ủy viên Trung ương Đảng                                  | Bộ trưởng, Chủ nhiệm Văn phòng Chính phủ                                              |      |
| 11  | Ủy viên khác                                   | Lê Thành Long                      | Ủy viên Trung ương Đảng                                  | Bộ trưởng Bộ Tư pháp                                                                  |      |
| 11  | Ủy viên khác                                   | Nguyễn Thuý Anh                    | Uỷ viên Trung ương Đảng                                  | Chủ nhiệm Uỷ ban Xã hội của Quốc hội                                                  |      |
| 11  | Ủy viên khác                                   | Lâm Thị Phương Thanh               | Uỷ viên Trung ương Đảng                                  | Phó Chánh Văn phòng Thường trực, Văn phòng Trung ương Đảng                            |      |

#### Phó Trưởng Tiểu ban
Đây là danh sách các Phó Trưởng Tiểu ban thuộc Ban Chỉ đạo Quốc gia phòng, chống dịch COVID-19 kèm theo Quyết định số 1438/QĐ-TTg ngày 25 tháng 8 năm 2021.
I. Tiểu ban Y tế
1. Thượng tướng Vũ Hải Sản, Ủy viên Trung ương Đảng, Thứ trưởng Bộ Quốc phòng.
2. Thượng tướng Nguyễn Văn Sơn, Thứ trưởng Bộ Công an.
3. Ông Trương Quốc Cường, Thứ trưởng Bộ Y tế.
4. Ông Nguyễn Trường Sơn, Thứ trưởng Bộ Y tế.
5. Ông Đỗ Xuân Tuyên, Thứ trưởng Bộ Y tế.
6. Ông Trần Văn Thuấn, Thứ trưởng Bộ Y tế.
II. Tiểu ban An ninh trật tự xã hội
1. Thượng tướng Võ Minh Lương, Ủy viên Trung ương Đảng, Thứ trưởng Bộ Quốc phòng.
2. Trung tướng Nguyễn Duy Ngọc, Ủy viên Trung ương Đảng, Thứ trưởng Bộ Công an.
III. Tiểu ban An sinh xã hội
1. Ông Đào Ngọc Dung, Ủy viên Trung ương Đảng, Bộ trưởng Bộ Lao động - Thương binh và Xã hội.
2. Ông Nguyễn Hồng Diên, Ủy viên Trung ương Đảng, Bộ trưởng Bộ Công Thương.
3. Ông Nguyễn Đình Khang, Ủy viên Trung ương Đảng, Chủ tịch Tổng Liên đoàn Lao động Việt Nam.
IV. Tiểu ban Tài chính, hậu cần
1. Ông Hồ Đức Phớc, Ủy viên Trung ương Đảng, Bộ trưởng Bộ Tài chính.
2. Ông Tô Anh Dũng, Thứ trưởng Bộ Ngoại giao.
3. Ông Trương Quốc Cường, Thứ trưởng Bộ Y tế.
4. Ông Trần Quốc Phương, Thứ trưởng Bộ Kế hoạch và Đầu tư.
V. Tiểu ban Truyền thông
1. Ông Lê Quốc Minh, Ủy viên Trung ương Đảng, Tổng Biên tập Báo Nhân dân.
2. Ông Lê Ngọc Quang, Ủy viên Trung ương Đảng, Tổng Giám đốc Đài Truyền hình Việt Nam.
3. Ông Đỗ Tiến Sỹ, Ủy viên Trung ương Đảng, Tổng Giám đốc Đài Tiếng nói Việt Nam.
4. Phó Trưởng Ban Tuyên giáo Trung ương.
5. Ông Đỗ Xuân Tuyên, Thứ trưởng Bộ Y tế.
6. Tổng Giám đốc Thông tấn xã Việt Nam.
VI. Tiểu ban Sản xuất và lưu thông hàng hóa
1. Ông Nguyễn Hồng Diên, Ủy viên Trung ương Đảng, Bộ trưởng Bộ Công Thương.
2. Ông Nguyễn Văn Thể, Ủy viên Trung ương Đảng, Bộ trưởng Bộ Giao thông vận tải.
3. Ông Lê Minh Hoan, Ủy viên Trung ương Đảng, Bộ trưởng Bộ Nông nghiệp và Phát triển nông thôn.
4. Bà Nguyễn Thị Hồng, Ủy viên Trung ương Đảng, Thống đốc Ngân hàng Nhà nước Việt Nam.
VII. Tiểu ban Vận động và huy động xã hội
1. Bà Hà Thị Nga, Ủy viên Trung ương Đảng, Chủ tịch Trung ương Hội Liên hiệp phụ nữ Việt Nam.
2. Ông Lê Tiến Châu, Ủy viên Trung ương Đảng, Phó Chủ tịch thường trực, Tổng Thư ký Ủy ban Trung ương Mặt trận Tổ quốc Việt Nam.
3. Ông Nguyễn Anh Tuấn, Ủy viên Trung ương Đảng, Bí thư thứ nhất Trung ương Đoàn Thanh niên cộng sản Hồ Chí Minh.
4. Chủ tịch Trung ương Hội chữ thập đỏ Việt Nam.
5. Chủ tịch Phòng Thương mại và Công nghiệp Việt Nam.
VIII. Tiểu ban Dân vận
1. Ông Nguyễn Văn Hùng, Ủy viên Trung ương Đảng, Bộ trưởng Bộ Văn hóa, Thể thao và Du lịch.
2. Ông Hầu A Lềnh, Ủy viên Trung ương Đảng, Bộ trưởng, Chủ nhiệm Ủy ban Dân tộc.
3. Ông Vũ Chiến Thắng, Thứ trưởng Bộ Nội vụ, Trưởng ban Tôn giáo Chính phủ.
4. Ông Nguyễn Phước Lộc, Phó Trưởng Ban Dân vận Trung ương.